# Janusz Kasperek
Janusz Kasperek (ur. 21 grudnia 1960 w Lublinie, zm. 17 października 1998 w Janowie) – polski pilot, członek Aeroklubu Świdnik, dyrektor aeroklubu w Świdniku w latach 1990–1994, kapitan pilot PLL LOT, instruktor I klasy, czternastokrotny mistrz Polski w akrobacji samolotowej, trzykrotny złoty medalista podczas mistrzostw świata w akrobacji samolotowej w 1997.

## Kariera sportowa

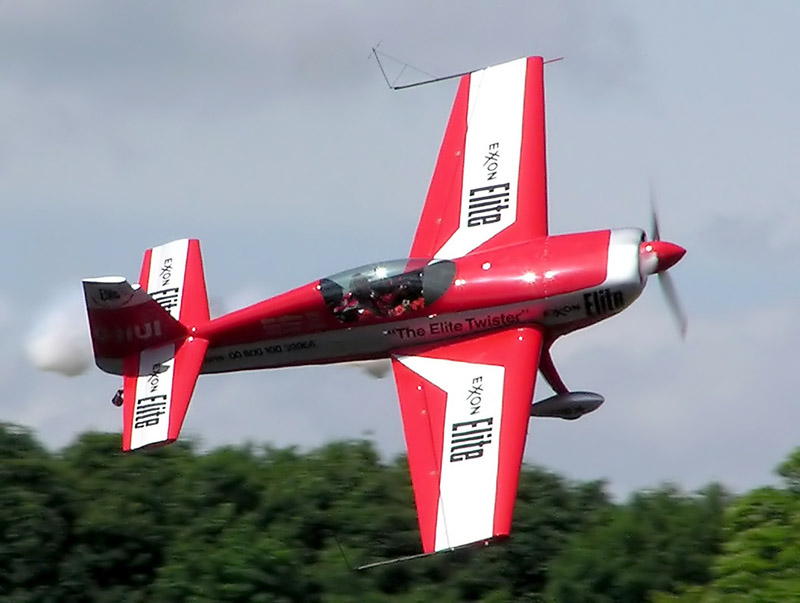
Samolot Extra 300S

Karierę pilota sportowego rozpoczął w 1976 roku w Aeroklubie Robotniczym w Świdniku, którego członkiem był do śmierci. Kontynuował rodzinne tradycje lotnicze: ojciec Ryszard Kasperek oraz stryj Stanisław Kasperek także byli pilotami akrobacyjnymi - dzięki ich wspólnym sukcesom Świdnik pojawił się w czołówce ośrodków lotniczych świata.
Był najlepszym polskim pilotem w akrobacji samolotowej, mistrzem świata z roku 1997 w akrobacji samolotowej w kategorii samolotów z silnikami do 300 KM i brązowym medalistą z 1998 roku. W trakcie swojej kariery zdobył czternaście tytułów mistrza Polski, a w 1997 roku na mistrzostwach świata w Lawrence w USA wywalczył trzy złote medale.

## Katastrofa lotnicza

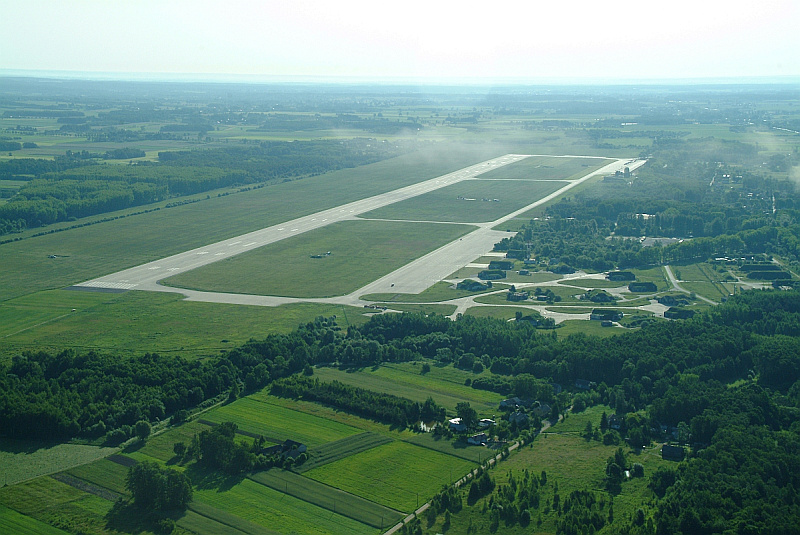
Lotnisko w Janowie

Zginął 17 października 1998 roku w katastrofie lotniczej w okolicach Janowa, w ówczesnym województwie siedleckim, wraz z Grzegorzem Moskalenko, również pilotem PLL LOT. Feralnego dnia obaj piloci wystartowali dwuosobowym niemieckim samolotem akrobacyjnym Extra 300 z 1996 roku około godz. 16:08 z lotniska Pierwszego Pułku Lotniczego Warszawa koło Mińska Mazowieckiego i po trzech, czterech minutach lotu rozbili się w pobliskim sosnowym lesie.

## Odznaczenia i wyróżnienia
W 1997 otrzymał tytuł „Zasłużony dla Miasta Świdnika". 26 października 1998 roku w uznaniu wybitnych zasług dla lotnictwa polskiego został pośmiertnie odznaczony Krzyżem Kawalerskim Orderu Odrodzenia Polski. W tym samym roku magazyn lotniczy „Skrzydlata Polska" przyznał mu tytuł Honorowego Sportowca Lotniczego Roku 1998.